# Hyparrhenia cymbaria
Hyparrhenia cymbaria là một loài thực vật có hoa trong họ Hòa thảo. Loài này được (L.) Stapf mô tả khoa học đầu tiên năm 1919.